# Ljubomir Martić
Ljubomir Martić (Knin, 4. travnja 1922. – Zagreb, 19. kolovoza 2017.), hrvatski matematičar i ekonomist, redoviti profesor Ekonomskog fakulteta u Zagrebu Sveučilišta u Zagrebu, autor niza udžbenika iz primijenjene matematike.
Završio studij matematike na Prirodoslovno-matematičkom fakultetu u Zagrebu (1949), gdje je i doktorirao (1957). Od 1949. radio na Ekonomskom fakultetu u Zagrebu; 1967–92. redoviti profesor predmeta Matematičke metode za ekonomske analize i Operacijska istraživanja. Dugogodišnji voditelj Seminara iz matematičkog programiranja na Institutu za matematiku Sveučilišta u Zagrebu, potom na Prirodoslovno-matematičkom fakultetu u Zagrebu, na kojem je uveo i predavao predmet Programiranje i teorija igara. Usavršavao se na nekoliko sveučilišta u SAD-u. Bio je član Međunarodnog ekonometrijskog društva te uredništva nekoliko stručnih časopisa. Napisao je više znanstvenih radova i knjiga iz primijenjene matematike (primijenjene teorije vjerojatnosti, ekonometrije, matematičkog programiranja i operacijskih istraživanja). Važnija djela: Matematičke metode za ekonomske analize (I–II, 1963–66; 9. izdanje 199.2), Primjena matematičkih metoda u ekonomskoj analizi (1971.), Nelinearno programiranje (1973.), Kvantitativne metode za financijske i računovodstvene analize (1980.), Mjere nejednakosti i siromaštva (1986.). Dobio je Nagradu za znanost za životno djelo (1990.).

Umirovljen je 1992. godine

## Životopis
Prof.dr. sc. Ljubomir Martić rođen je 4. travnja godine 1922. u Kninu. Osnovnu školu pohađao je u rodnome mjestu, a gimnaziju u Šibeniku i Kninu. Studij matematike započeo je godine 1945., a završio godine 1949. na Prirodoslovno-matematičkom fakultetu Sveučilišta u Zagrebu. U prosincu 1949. izabran je za asistenta na Ekonomskom fakultetu Sveučilišta u Zagrebu. Doktorsku disertaciju pod naslovom »O jednoj generalizaciji mrežastog skupa« obranio je 22. veljače 1957. na Prirodoslovno-matematičkom fakultetu Sveučilišta u Zagrebu. Iduće godine izradio je habilitacioni rad »Prilog ekonometrijskoj analizi distribucije ličnih dohodaka« i održao habilitaciono predavanje pod naslovom »Mjere elastičnosti u ekonomici«. Pošto je bio habilitiran, izabran je za docenta. Akademsku godinu 1961/62. proveo je na sveučilištima Northwestern, Chicago i Stanford, Palo Alto kao stipendist Fordove fondacije. U ožujku godine 1963. izabran je za izvanrednog, a u lipnju godine 1967. za redovitog profesora za predmete »Matematičke metode za ekonomske analize« i »Operacijska istraživanja«. U isto zvanje ponovno je izabran godine 1976. i 1981., a također i 1986. za polje »Matematika« i znanstvenu disciplinu »Operacijska istraživanja«. U mirovinu je otišao godine 1992.
Pored predavanja na dodiplomskom studiju iz predmeta »Matematičke metode za ekonomske analize« i »Operacijska istraživanja«, koje je uveo na Ekonomskom fakultetu u Zagrebu, on je predavao i na poslijediplomskom studiju toga Fakulteta predmete »Matematičke metode za markoekonomske analize«, »Metode programiranja i optimizacije« i »Kvantitativne metode za financijske i računovodstvene analize«. Držao je predavanja na poslijediplomskim studijima Pravnog, Elektrotehničkog, Poljoprivrednog i Prirodoslovno-matematičkog fakulteta Sveučilišta u Zagrebu. Predavao je također i na ekonomskim fakultetima u Beogradu,Ljubljani, Subotici, Kragujevcu, Dubrovniku i Rijeci. Na smjeru praktične
matematike Prirodoslovno-matematičkog fakulteta uveo je predmet »Programiranje i teorija igara« i taj je predmet niz godina predavao.
Član je Međunarodnog ekonometrijskog društva i HDOI. Bio je višegodišnji član redakcije časopisa »Statistička revija«, i redakcije odnosno savjeta časopisa »Ekonomska analiza« i savjeta časopisa »Glasnik matematički«. Bio je s Alojzijom Vadnalom jedan od pokretača savjetovanja o upotrebi metoda operacijskih istraživanja u radnim organizacijama koja su savjetovanja održana na Bledu na svršetku šezdesetih i na početku sedamdesetih godina dvadesetoga stoljeća. U programskom odboru jugoslavenskog simpozija iz operacijskih istraživanja SYMOPIS, koji je niz godina održavan u Herceg Novom, bio je aktivan dugogodišnji član.
U okviru Instituta za matematiku Sveučilišta u Zagrebu započeo je s radom godine 1966. Seminar za programiranje i teoriju igara. Taj seminar kontinuirano od početka pa još i danas vodi prof. dr. sc. Lj. Martić - sada u okviru Matematičkog odjela Prirodoslovno-matematičkog fakulteta u Zagrebu.

## Privatni život
Bio je suprug hrvatske književnice Anđelke Martić. Govorio je francuski, njemački, talijanski i engleski jezik.

## Znanstvena djelatnost
Prvi znanstveni radovi prof. dr. sc. Ljubomira Martića bili su iz teorije skupova i graničnog područja i teorije i moderne algebre. Zanimaju ga još i teorija vjerojatnosti i matematička statistika. Od godine 1958. definitivno se opredijelio za primijenjenu matematiku. Otada se bavi nekim problemima iz primijenjene teorije vjerojatnosti, ekonometrije, matematičkog programiranja i operacijskih istraživanja.
Budući da je prof. dr. sc. Lj. Martić napisao i objavio ukupno 80 radova, od toga veći broj u uglednim znanstvenim časopisima, stranim i domaćim, istaknut ćemo nekoliko, po našoj procjeni, najvažnijih iz svakog od područja njegove
znanstvene djelatnosti.
Rad »Quelques theoremes sur l’ultrafiltre«, objavljen godine 1954. u Glasniku matematičkom, fizičkom i astronomskom iz područja je teorije skupova. U njemu se daju definicije ultrafiltra i autor dokazuje njihovu ekvivalenciju. Dalje je pokazano da ultrafiltar kao jedinstven pojam postoji samo na konačnim skupovima, a na beskonačnim skupovima postoje dva tipa ultrafiltra: trivijalni i netrivijalni. Isto je tako dokazano i sedam teorema o ultrafiltru.
Važni prilozi prof. Martića dani su u doktorskoj disertaciji pod naslovom »O jednoj generalizaciji mrežastog skupa«. Tu se zamisao G. Birkhoffa, da se mrežasti skup generalizira prema slabljenju aksioma idempotentnosti i apsorpcije, ostvaruje u dvije etape. U prvoj se etapi istražuju posljedice oslabljenja jednoga od tih dvaju aksioma. U drugoj etapi ispituju se strukture koje proizlaze iz simultanog oslabljenja tih aksioma. Na kraju se razmatraju u tom smislu generalizirani slobodni mrežasti skupovi. Kratak izvadak iz disertacije objavljen je u poznatom časopisu francuske akademije znanosti Comptes Rendus de l’Academie des sciences, godine 1957. pod naslovom »Sur les generalisations du treillis libre«.
Od radova iz ekonometrije spomenimo habilitacioni rad »Prilog ekonometrijskoj analizi distribucije ličnih dohodaka«, kojim je dr. Lj. Martić habilitirao na Ekonomskom fakultetu godine 1958. U tome je radu originalni doprinos prof.
Martića poseban način jednostavnog izračunavanja indeksa koncentracije na osnovu kumulativnih postotaka broja nosilaca dohotka i kumulativnih postotaka agregata dohotka. Rad sadrži i neke druge rezultate, jednako kao i analizu distribucije ličnih dohodaka na jednom konkretnom primjeru.
Zatim je potrebno istaknuti rad »A Geometrical Note on New Income Inequality« objavljen u čuvenom časopisu Economerica godine 1970. U njemu je geometrijski pokazana veza između novih mjera nejednakosti u distribuciji dohotka koje je uveo mađarski ekonometrist E. Frigyes. Taj je rad zbog njegova značaja preveden na mađarski jezik i ponovno objavljen u poznatom mađarskom časopisu SZIGMA godine 1971. 
Rezultati dugogodišnjeg istraživačkoga rada prof. Martića na problematici metodologije kvantificiranja pokazatelja nejednakosti distribucije dohotka, mjerenja socijalne ugroženosti dijelova stanovništva i nejednakosti među siromašnima sadržani su u knjizi »Mjere nejednakosti i siromaštva«, u izdanju »Birotehnike«, Zagreb, godine 1986. Tu se razmatraju mjere relativne nejednaksoti pronađene i upotrebljene u razdoblju od godine 1905. do 1985. Ne ulazeći u detalje, istaknimo samo da je prof. Martić predložio jedan alternativni indeks siromaštva. 
Od radova iz matematičkog programiranja i operacijskih istraživanja prvi je rad u Hrvatskoj upravo knjiga »Linearno programiranje u poljoprivredi«, koju je prof. Martić napisao zajedno s dr. sc. F. Kamenečkim, a koju je izdao godine 1961. Ekonomski institut Hrvatske u Zagrebu. Nakon toga, godine 1963., također u izdanju Ekonomskog instituta Hrvatske u Zagrebu izašla je knjiga prof. Martića »Teorija linearnog programiranja«. Iste godine izlazi i knjiga »Matematičke metode za ekonomske analize«, I. svezak, udžbenik za istoimeni predmet, koji sadrži diferencijalni, integralni i matrični račun s određenim primjenama u ekonomici. U to je vrijeme na Ekonomskom fakultetu, na dodiplomskom i poslijediplomskom studiju uveden i predmet »Operacijska istraživanja«. Zatim se godine 1966. pojavljuje II. svezak udžbenika »Matematičke metode za ekonomske analize«. U prvom dijelu te knjige dana je teorijska osnova za metode linearnog programiranja. Zatim se formuliraju i razmatraju standardni, kanonski i opći problem linearnog programiranja, te izlažu i dokazuju teoremi dualiteta, ezgistencije rješenja i tzv. princip oslabljene komplementarnosti. Također su navedeni i problem ishrane i problem transporta i linearni model proizvodnje formulirani u terminima linearnog programiranja. Preostali dio knjige posvećen je metodama rješavanja problema linearnog programiranja, zatim problemima distribucije i transporta i cjelobrojnom programiranju i primjenama. Drugo izdanje te knjige pojavilo se godine 1972., a treće 1979., s određenim proširenjima. 
U knjizi »Primjena matematičkih metoda u ekonomskoj analizi« iz godine 1972. jedan je dio posvećen također linearnom i razlomljenom programiranju. Tu se razmatraju optimalni proizvodni programi, linearni modeli transporta i razlomljeno linearno programiranje. Pored toga, posebno poglavlje sadrži uvod u teoriju strategijskih igara. 
Svakako je potrebno istaknuti knjigu prof. Martića »Nelinearno programiranje«. Odabrana poglavlja, koja je izašla 1973. u seriji Organizacija i ekonomika poduzeća u izdanju »Informatora« Zagreb. U njoj su obrađena nova područja matematičkog programiranja s primjenama u ekonomici. Tu je najprije sadržan izbor iz teorije, metoda i primjene kvadratnog programiranja, a posebna je pozornost posvećena ekonomskim interpretacijama i primjerima upotrebe kvadratnog programiranja u planiranju proizvodnje i u regresionoj analizi. Zatim su tu četiri rada iz razlomljenog programiranja, linearnog i nelinearnog, s određenim primjenama. 
Nakon toga, u Zborniku radova Ekonomskog fakulteta Zagreb izašao je godine 1975. članak prof. Martića »Višekriterijalno programiranje«, u kojem su prikazani različiti pristupi problemu višekriterijalnog programiranja. Naime, to je problem programiranja s dvije ili više funkcija cilja, odnosno programiranja po više kriterija optimalnosti istodobno. U to je vrijeme na Ekonomskom fakultetu u Zagrebu na inicijativu prof. Martića grupa članova Seminara za matematičko programiranje započela istraživati probleme višekriterijalnog programiranja. Cilj je bio obavijestiti ljude iz znanosti i prakse o novim idejama i rezultatima u matematičkom programiranju i o mogućnostima njihove primjene, kritički procijeniti ono što je dotada nađeno i tome dodati po koji prilog. Rezultati toga rada objavljeni su u knjizi »Višekriterijalno programiranje« u redakciji prof. Martića, koja je objavljena godine 1978. u Zagrebu u izdanju »Informatora«. U toj je knjizi prof. Martić napisao veliki dio, s određenim originalnim prilozima. 
Sljedeća knjiga prof. Martića »Kvantitativne metoda za financijske i računovodstvene analize« u izdanju »Informatora«, Zagreb, godine 1980. također sadrži, između ostaloga, priloge iz primjena metoda programiranja, ovoga puta u investicijskom odlučivanju. Tu se problem optimalne investicijske odluke razmatra kao problem cjelobrojnog programiranja. Naime, razmatra se izbor investicionih projekata prema kriteriju njihove sadašnje neto-vrijednosti, uz ograničena sredstva za investicije i pretpostavku da su projekti neovisni. Osim toga se za rješavanje tako formuliranog problema cjelobrojnog programiranja razmatraju metode cjelobrojnih formi, djelomičnog nabrajanja i grananja i ograđivanja. Tu je još i model s prijenosom neiskorištenih sredstava i problem izbora projekta po više kriterija, kao što su vrijeme povratka investicijskih sredstava, sadašnja neto vrijednost i interna stopa rentabilnosti. 
Na kraju, od ostalih radova spomenimo još neke, objavljene u Zbornicima radova Konferencija iz Operacijskih istraživanja. Prvu Konferenciju iz OI organizirao je Ekonomski fakultet Zagreb 21. godine 1991. U Zborniku radova s te Konferencije nalazi se rad prof. Martića »Bikriterijalno programiranje u regresijskoj analizi«. U ostalim Zbornicima s Konferencija iz OI od godine 1992. do 1996. u organizaciji HDOI osnovanog godine 1992. na Ekonomskom fakultetu Zagreb, nalaze se radovi posvećeni problemima l1 i l2 regresije i samo dualnim linearnim programima i nekim njihovim primjenama. Bibliografija radova prof. Martića može se naći u Martić, Neralić (2000.), str. 25-32.

### Popis znanstvenih i stručnih radova
Popis znanstvenih i stručnih radova:
Školovanje i izbori u zvanja
- Osnovna škola, Knin, Hrvatska
- Gimnazija, Knin i Šibenik, Hrvatska
- Prirodoslovno-matematički fakultet, studij matematike, Sveučilište u Zagrebu, Zagreb, Hrvatska, od 1945. do 1949.
- Asistent, Ekonomski fakultet u Zagrebu, Sveučilište u Zagrebu, Zagreb, Hrvatska, prosinac 1949.
- Obranio doktorsku disertaciju pod naslovom »O jednoj generalizaciji mrežastog skupa«, Prirodoslovno-matematički fakultet, Sveučilište u Zagrebu, Zagreb, Hrvatska, 22. veljače 1957.
  - doktorsku disertaciju izradio je pod mentorstvom prof. dr. sc. Đure Kurepe

- Habilitacioni rad »Prilog ekonometrijskoj analizi distribucije ličnih dohodaka«, Ekonomski fakultet u Zagrebu, Sveučilište u Zagrebu, Zagreb, Hrvatska, 1958.
- Habilitaciono predavanje »Mjere elastičnosti u ekonomici«, Ekonomski fakultet u Zagrebu, Sveučilište u Zagrebu, Zagreb, Hrvatska, 1958.
- Docent, Ekonomski fakultet u Zagrebu, Sveučilište u Zagrebu, Zagreb, Hrvatska, 1958.
- Izvanredni profesor, Ekonomski fakultet u Zagrebu, Sveučilište u Zagrebu, Zagreb, Hrvatska, ožujak 1963.
- Redoviti profesor, područje društvenih znanosti, polje ekonomija, Ekonomski fakultet u Zagrebu, Sveučilište u Zagrebu, Zagreb, Hrvatska, lipanj 1967. uz reizbore 1976. i 1981.
- Redoviti profesor, područje prirodnih znanosti, polje matematika, Prirodoslovno-matematički fakultet, Sveučilište u Zagrebu, Zagreb, Hrvatska, 1986.
- U mirovini od 1992.

### Specijalizacije i usavršavanja
- 1961./62. kao stipendist Fordove fondacije boravio je na:
  - University of Colorado, Boulder, Colorado
  - Northwestern, Chicago, Illinois
  - Stanford University, Palo Alto, California

### Članstva
- Društvo matematičara i fizičara Hrvatske
- Međunarodno ekonometrijsko društvo
- Hrvatsko društvo za operacijska istraživanja

## Nastavna djelatnost
- Ekonomski fakultet u Zagrebu, Sveučilište u Zagrebu, Zagreb, Hrvatska
  - Matematičke metode za markoekonomske analize, poslijediplomski studij
  - Metode programiranja i optimizacije, poslijediplomski studij
  - Kvantitativne metode za financijske i računovodstvene analize, poslijediplomski studij
  - Matematičke metode za ekonomske analize, dodiplomski studij
  - Operacijska istraživanja, dodiplomski studij
- Pravni fakultet, Sveučilište u Zagrebu, Zagreb, Hrvatska
  - poslijediplomski studij
- Elektrotehnički fakultet, Sveučilište u Zagrebu, Zagreb, Hrvatska
  - Linearno programiranje, poslijediplomski studij
- Poljoprivredni fakultet, Sveučilište u Zagrebu, Zagreb, Hrvatska
  - poslijediplomski studij
- Prirodoslovno-matematički fakultet, Sveučilište u Zagrebu, Zagreb, Hrvatska
  - Linearno programiranje, poslijediplomski studij
  - Programiranje i teorija igara, dodiplomski studij
- Ekonomski fakultet u Beogradu
- Ekonomski fakultet u Ljubljani
- Ekonomski fakultet u Subotici
- Ekonomski fakultet u Kragujevcu
- Ekonomski fakultet u Dubrovniku
- Ekonomski fakultet u Rijeci

Većinu gore navedenih predmeta prof.Martić je i uveo i predavao.

### Sveučilišni udžbenici i knjige
Prof.Martić je autor više knjiga i udžbenika.
1. Ljubomir Martić: Kvantitativne metode za financijske i računovodstvene analize, Informator, Zagreb, 1980
2. Ljubomir Martić: Matematičke metode za ekonomske analize - 1. svezak, 9. izdanje, Narodne novine, Zagreb, 1992
3. Ljubomir Martić: Matematičke metode za ekonomske analize - 2. svezak, 3. izdanje, Informator, Zagreb, 1979
4. Ljubomir Martić: Mjere nejednakosti i siromaštva, Birotehnika, Zagreb, 1986
5. Ljubomir Martić: Nelinearno programiranje : odabrana poglavlja, Informator, Zagreb, 1973
6. Ljubomir Martić: Prilozi razlomljenom programiranju, Ekonomski fakultet, Institut za ekonomska istraživanja, Zagreb, 1988
7. Ljubomir Martić: Primjena matematičkih metoda u ekonomskoj analizi : zbirka zadataka, 2. izdanje, Informator, Zagreb, 1976
8. Ljubomir Martić, Alojzij Vadnal: Operativno istraživanje, Informator, Zagreb, 1968
9. Sanja Đurinović, Ljubomir Martić, Branka Minichreiter-Klemenčić, et.al.: Višekriterijalno programiranje, redakcija Ljubomir Martić, Informator, Zagreb, 1978

### Mentorstva
Prof.Martić bio je mentor prilikom izrade brojnih doktorskih disertacija i magistarskih radova (prema popisu Višnje Vojvodić-Rosenzweig u).
Doktorske disertacije:
- Ekonomski fakultet u Zagrebu, Sveučilište u Zagrebu
  - Lj. Arih, J. Artenjak, Z. Babić, M. Bastič, M. Bojanić, V. Dušak, P. Filipić, S. Gehrecke, I. Gjenero, Z. Gogala, B. Minichreiter-Klemenčić,L. Neralić, N. Plazibat-Tomić, B. Relić, I. Šošić, B. Šego, T. Vujković
- Matematički odsjek, Prirodoslovno-matematički fakultet, Sveučilište u Zagrebu
  - V. Hitrec, T. Hunjak, R. Viher, V. Vojvodić-Rosenzweig
- Fakultet organizacionih nauka, Univerzitet u Beogradu
  - B. Granić

Magistarski radovi:
- Ekonomski fakultet u Zagrebu, Sveučilište u Zagrebu
  - Z. Babić, M. Bastič, M. Bojanić, S. Cvjetković-Sikirić, V. Dušak, Z. Gogala, T. Hunjak, I. Jemrić, E. Jurun, M. Ledić, G. Leskovar, D. Milojević, R. Pehar, N. Plazibat-Tomić, N. Pleli, O. Popović, B. Relić, B. Rezo, M. Sanjković, S. Stanić, Lj. Strčić, B. Šego
- Matematički odsjek, Prirodoslovno-matematički fakultet, Sveučilište u Zagrebu
  - S. Đurinović-Johri, M. Filić, B. Granić, G. Lešaja, Lj. Marangunić, B. Minichreiter-Klemenčić, H. Pašagić, M. Pašić, A. Popović, N. Rijavec, S. Skok, J. Skorin-Kapov, B. Tepeš, V. Vojvodić-Rosenzweig

### Popis radova dostupnih u knjižnicama
- Knjižnično dokumentacijski centar, Ekonomski fakultet u Zagrebu, Zagreb, Hrvatska
- Sredisnja matematicka knjiznica, Zagreb, Hrvatska
- Knjižnice grada Zagreba, Zagreb, Hrvatska
- Nacionalna i sveučilišna knjižnica, Zagreb, Hrvatska

## Nagrade i priznanja
Za svoj znanstveni rad primio je:
- Četiri je puta nagrađen nagradom za znanstvene radove Mijo Mirković koju dodjeljuje Ekonomski fakultet u Zagrebu
- 1989. godine dobio je nagradu Mijo Mirković za knjigu Mjere nejednakosti i siromaštva
- 1989. Priznanje Sveučilišta u Zagrebu za znanstveni rad povodom 320. obljetnice Sveučilišta u Zagrebu (1669-1989)
- 1990. godine Državnu nagradu za znanstvenoistraživački rad za 1990. godinu za područje društveno-humanističkih znanosti[4]
- odlikovan je Ordenom rada sa crvenom zastavom
- 1984. dodijeljena mu je Povelja Programskog komiteta i Organizacionog odbora SYMOPIS-a »za pionirski rad i značajne doprinose teoriji i praksi razvoja i primene operacionih istraživnaja u Jugoslaviji«

## Dužnosti
Tijekom rada, obavljao je niz važnih dužnosti kao što su:
- voditelj Seminara za programiranje i teoriju igara[5]
- predsjednik Katedre za matematiku i Odjela za kvantitativne metode Ekonomskog fakulteta u Zagrebu
- predsjednik Komisije za postdiplomske studije i doktorate

## Ostalo
Osim navedenog, istaknuo se i u sljedećem:
- član redakcije časopisa »Statistička revija«
- član redakcije odnosno savjeta časopisa »Ekonomska analiza«
- član savjeta časopisa »Glasnik matematički«
- član programskog odbora jugoslavenskog simpozija iz operacijskih istraživanja »SYMOPIS«